# Thurcroft
Thurcroft è un paese della contea del South Yorkshire, in Inghilterra.